# 4739 Tomahrens
4739 Tomahrens је астероид главног астероидног појаса чија средња удаљеност од Сунца износи 2,741 астрономских јединица (АЈ).
Апсолутна магнитуда астероида је 13,0.